# (613100) 2005 TN74
(613100) 2005 TN74 ist ein transneptunisches Objekt, das am 8. Oktober 2005 von Scott S. Sheppard und Chadwick Trujillo entdeckt wurde. Es wurde zunächst für einen möglichen Neptun-Trojaner gehalten.